# 灰屋
《灰屋》（英語：Grey House），是一部2023年美國驚悚音樂劇，由列維·荷路威（Levi Holloway）創作。該作於2019年在芝加哥一朵紅蘭花劇院首映，並將於2023年5月30日在百老匯蘭心劇院公映。

## 劇情
年輕新婚夫婦麥絲和亨利在暴風雪中駕車時失控墜崖，意外遇上一大群小女孩和一個自稱是她們母親的老婦人，她們似期待二人已久，小女孩們亦暗示他們的相遇並非意外而是她們過往的選擇，麥絲也在這段時間開始發現亨利有著自己完全不知道的一面。

## 角色與主演
| Character  | 芝加哥一朵紅蘭花劇院（2019） | 百老匯蘭心劇院（2023） |
| ---------- | ---------------------------- | ---------------------- |
| 麥絲（）   | 薩迪赫·里法伊                | 塔提阿娜·瑪斯蘭尼      |
| 亨利（）   | 特拉維斯·A·奈特              | 保羅·斯帕克斯          |
| 拉萊（）   | 克里斯汀·菲茨杰拉德          | 蘿莉·麥卡佛            |
| 瑪努（）   | 莎拉·卡特賴特                | 蘇菲亞·安·卡魯索       |
| A1656      | 哈莉·博利松                  | 米莉森·西蒙斯          |
| 伯尼（）   | 凱拉·卡西亞諾                |                        |
| 松鼠（）   | 奥特姆·赫拉瓦                |                        |
| 小男孩（The Boy） | 查理·赫爾曼                  |                        |
| 古代的（The Ancient） | Dado                         |                        |

此外，辛蒂·科伊恩（Cyndi Coyne）、寇拜·基普尼斯（Colby Kipnes）、埃蒙·帕特里克·奧康奈爾（Eamon Patrick O’Connell）和艾莉莎·埃米莉·馬爾文（Alyssa Emily Marvin）將參演2023年的百老匯公映版本。

## 發展
《灰屋》是由列維·荷路威（Levi Holloway）創作的恐怖驚悚音樂劇，創作靈感是源自史蒂芬·金的小說，於2019年12月1且在美國芝加哥一朵紅蘭花劇院首映，由撒德·默里（Shade Murray）執導，薩迪赫·里法伊（Sadieh Rifai）、特拉維斯·A·奈特（Travis A. Knight）和克里斯汀·菲茨杰拉德（Kirsten Fitzgerald）主演。該作於2020年奪得三項傑夫獎。
2023年2月，該作宣佈將被改編成百老匯音樂劇，由喬·曼特洛執導，湯姆·基達希和羅伯特·阿倫斯製作，塔提阿娜·瑪斯蘭尼、保羅·斯帕克斯和蘿莉·麥卡佛主演，蘇菲亞·安·卡魯索和米莉森·西蒙斯聯合主演，並將會在百老匯蘭心劇院公映。2023年3月，辛蒂·科伊恩（Cyndi Coyne）、寇拜·基普尼斯（Colby Kipnes）、埃蒙·帕特里克·奧康奈爾（Eamon Patrick O’Connell）和艾莉莎·埃米莉·馬爾文（Alyssa Emily Marvin）宣佈加入劇組。

## 公映
《灰屋》將於2023年4月29日在百老匯蘭心劇院舉行優先場，並將會於5月30日在同一劇院正式公映，暫定結束日期為同年9月3日。

## 外部連結
- 官方网站